# The Bulge: Battle for Antwerp
The Bulge: Battle for Antwerp  est un jeu vidéo de type wargame créé par David et Colin Gordon et publié par M. C. Lothlorien et Argus Press Software en 1985 sur ZX Spectrum et Commodore 64, les deux versions étant incluses sur la même casette,. Le jeu se déroule pendant la Seconde Guerre mondiale et simule la dernière grande offensive allemande, qui donne lieu à la bataille des Ardennes. Il peut se jouer seul contre l’ordinateur, qui peut contrôler les Alliés ou les Allemands, ou à deux, sur le même ordinateur. Le jeu se déroule sur deux cartes, le joueur pouvant passer de l’une à l’autre en appuyant sur une touche,. La plus grande, la carte stratégique, représente l’ensemble du champ de bataille et indique par des couleurs les différents types de terrains qui le composent, et par des symboles la position des unités des deux camps. Sur la carte plus détaillée, ces symboles sont remplacés par un dessin de chaque unité. Sur cette carte, le joueur déplace un curseur à l’aide du joystick. Lorsque celui-ci est placé sur une unité, l’écran affiche son nom, son type et sa force. Le joueur peut ensuite définir les déplacements de l’unité, toujours avec le joystick, puis les valider avec le bouton de ce dernier.

## Trame
The Bulge: Battle for Antwerp  se déroule pendant la Seconde Guerre mondiale et retrace la bataille des Ardennes. Celle-ci débute en décembre 1944 lorsque les Allemands, dans une dernière tentative de renverser le cours de la guerre, lance une offensive contre un des points faible du front, les Ardennes, avec notamment pour objectif de reprendre Anvers.

## Système de jeu
The Bulge: Battle for Antwerp  est un wargame qui simule la bataille des Ardennes. Il peut se jouer seul contre l’ordinateur, qui peut contrôler les Alliés ou les Allemands, ou à deux, sur le même ordinateur. Le joueur qui contrôle l’armée allemande tente de forcer les lignes ennemies aussi rapidement que possible afin de pallier les difficultés de ravitaillement, notamment en carburant. De son côté, le joueur qui contrôle les Alliés tente de contenir l’assaut, bien qu’il se trouve au départ en infériorité numérique,.
Le jeu se déroule sur deux cartes, le joueur pouvant passer de l’une à l’autre en appuyant sur une touche,. La plus grande, la carte stratégique, représente environ un quart du champ de bataille, qui est constituée de 65x100 cases,. Sur cette carte, les différents types de terrains sont indiqués par des couleurs et des symboles représentent les unités des deux camps. La carte plus détaillé affiche à l’écran 24x24 cases du champ de bataille et le joueur peut la faire défiler. Sur celle-ci, les symboles représentant les unités sont remplacés par un dessin des troupes qui la compose. Ainsi, une unité de Panzer est représentée par un dessin de char d’assaut.Sur cette carte, le joueur déplace un curseur à l’aide du joystick afin de donner des ordres à ses unités. Lorsque le curseur est placé sur une unité, l’écran affiche son nom, son type et sa force et le joueur peut lui ordonner de se déplacer dans une direction, toujours avec le joystick, puis valider l’ordre en appuyant sur un bouton. Outre la force du nombre, les combats sont influencés par le terrain, l’infanterie gagnant par exemple un bonus défensif lorsqu’elle est stationnée dans une ville. Au début d’une partie, chaque camp dispose d’une trentaine d’unité. Ils bénéficient cependant de renforts tout au long de la partie. Les Alliés ne dispose que de deux types d’unités, infanterie et blindé, alors que les Allemands dispose en plus de pièces d’artillerie statiques et mobiles.

## Accueil
| The Bulge      |      |       |
| Média          | Pays | Notes |
| Computer Gamer | GB   | 4/5   |
| Sinclair User  | GB   | 4/5   |